# Milda Petrauskienė
Milda Keraminaitė-Petrauskienė (* 1. Februar 1949 in Kaimynai, Rajongemeinde Utena) ist eine litauische Politikerin, Seimas-Mitglied.

## Leben
Nach dem Abitur 1967 an der Mittelschule Užpaliai absolvierte sie 1972 ein Diplomstudium an der Fakultät für litauische Sprache und Literatur am Vilniaus pedagoginis institutas. Von 1984 bis 1986 studierte sie an der Parteihochschule in Vilnius.
Von 1967 bis 1969 arbeitete sie in Saldutiškis und von 1972 bis 1976 in Pakruojis.
Von 1976 bis 1985 war sie Instrukteurin der Kommunistischen Partei Litauens (LKP) und von 1985 bis 1990 LKP-Sekretärin in Utena.
Von 1992 bis 1995 arbeitete sie als Gehilfin des Seimas-Mitglieds Povilas Gylys. Von 1995 bis 1997 leitete sie den Bezirk Utena. 1995 und von 1997 bis 2000 war sie Mitglied im Rat von Utena. Seit 2004 ist sie sozialdemokratische Abgeordnete im Parlament Seimas.
Ab 1990 war Milda Petrauskienė Mitglied der Lietuvos demokratinė darbo partija, die 2001 in der Sozialdemokratischen Partei Litauens aufging.

## Quelle
- Lebensdaten und Biographie von Milda Petrauskienė (Oberste Wahlkommission Litauens, VRK)

| Personendaten    | Personendaten                   |
| ---------------- | ------------------------------- |
| NAME             | Petrauskienė, Milda             |
| ALTERNATIVNAMEN  | Keraminaitė-Petrauskienė, Milda |
| KURZBESCHREIBUNG | litauische Politikerin          |
| GEBURTSDATUM     | 1. Februar 1949                 |
| GEBURTSORT       | Kaimynai, Rajongemeinde Utena   |